# Албер Коен
Албер Коен (на френски: Albert Cohen, име по рождение на гръцки: Αβραάμ Αλβέρτος Κοέν) е швейцарски поет, драматург и писател на произведения в жанровете съвременен и автобиографичен роман. Нареждан е сред най-оригиналните творци във френската литература на XX век. Дългогодишен активист за защита на евреите.

## Биография и творчество
Авраам Албер Коен е роден на 16 август 1895 г. в Корфу, Гърция, в семейство на романиоти установили се в Кефалония. Родителите му са собственици на фабрика за сапун. Те се преместват в Марсилия през 1900 г. където търгуват с яйца и зехтин. Учи в частно католическо училище. После постъпва в гимназията на Лицея Тиер, където се дипломира през 1913 г. Там се сприятелява с Марсел Паньол. През 1914 г. отива в Женева, където учи право и завършва Юридическия факултет през 1917 г. Сприятелява се с писателя ционист Андре Спире. После учи в Литературната школа до 1919 г. През 1919 г. получава швейцарско гражданство. В периода 1920-1921 г. опитва неуспешно адвокатска практика в Александрия.
През 1919 г. се жени за Елизабет Брошър, дъщеря на протестантски пастор. Имат дъщеря – Мириам. Съпругата му умира от рак през 1924 г.
През 1921 г. са публикувани първите му произведения в поетичния сборник „Paroles juives“ (Еврейски думи). Първият му разказ „Mort de Charlot“ е публикуван през 1923 г. През 1931 г. е играна с успех пиесата му „Езекил“.
През 1925 г. с подкрепата на циониста Хаим Вайцман за година става директор на „Revue Juive“, периодично еврейско издание в Париж за насърчаване на еврейската интелигенция, в което пишат и Алберт Айнщайн и Зигмунд Фройд. В периода 1926 – 1931 г. е държавен служител към дипломатическия корпус на Международното бюро на труда в Женева. През 1931 г. се жени за втората си съпруга Мариан Гос.
Работата му в дипломацията го вдъхновява да напише първият си роман „Солал“. С много хумор и автобиографични елементи се представя живота на млад еврейски дипломат от Кефалония, който се влюбва и жени за нееврейка. Романът става първия от тетралогията „Сага за евреите“, която включва после и „Гвоздоед" (1938) и „Божествена красавица“ (1968) и „Неустрашимите“ (1969). Романът му „Гвоздоед“ е екранизиран през 1988 г. с участието на Пиер Ришар и Шарл Азнавур. Романът му „Belle du Seigneur“ (Божествена красавица) е удостоен с Голямата награда на Френската академия. През 2012 г. е екранизиран в едноименния филм с участието на Джонатан Рис Майърс, Наталия Водянова и Ед Стопард.
По време на немската окупация от Втората световна война през 1940 г. семейството бяга в Бордо, а после в Лондон. През 1944 г. той става адвокат на Междуправителствения комитет за бежанците и член на Еврейската агенция за Палестина. През 1947 г. се връща в Женева, където продължава да работи в комитета за бежанците до 1951 г., когато се посвещава на писателската си кариера.
През 1955 г. се жени за третата си съпруга Бела Беркович, с която живее до смъртта си.
Албер Коен умира на 17 октомври 1981 г. в Женева, Швейцария. Малко преди смъртта си е удостоен с Ордена на Почетния легион.

## Произведения

### Самостоятелни произведения
- Paroles juives (1921) – поезия
- Ézéchiel – (1927) – пиеса
- Le Livre de ma mère (1954)
- Ô vous, frères humains (1972)
- Carnets (1978, 1979)

### Серия „Сага за евреите“ (La geste des juifs)
1. Solal (1930)
2. Mangeclous (1938)
Гвоздоед : Наричан също Дългозъб и Сатанинско око, и Лорд Голямото добрутро, и Султан-кашлица, и Конското седло, и Мърлявия крак, и Цилиндъра, и Бея на лъжците, и Честната дума, и Адвокат без малко, и Плетач на интриги, и Доктор-клизма, и Цар-лихва, и Жив дявол, и Глътни-наследство, и Двурогата брада, и Баща на най-кирливите, и Капитан Пускам-си-душата, изд.: ИК „Колибри“, София (1999), прев. Росица Ташева
3. Belle du Seigneur (1968) – Голямата награда на Френската академия
4. Les Valeureux (1970)

### Екранизации
- 2012 Belle du Seigneur
- 1988 Mangeclous